# Flash Gordon (1936)
Flash Gordon ist ein Science-Fiction-Film aus dem Jahr 1936 nach der gleichnamigen Comic-Reihe, die Alex Raymond erst zwei Jahre zuvor entworfen hatte. Flash Gordon gilt als eines der bekanntesten Beispiele für die Filmproduktionsform der Serials.

## Inhalt
Der Planet Mongo befindet sich auf  Kollisionskurs mit der Erde. Dr. Alexis Zarkov startet mit Flash Gordon und Dale Arden als Assistenten in einem Raketenschiff nach Mongo. Dort angekommen stellen sie fest, dass der Planet von dem grausamen Herrscher namens Ming regiert wird, der sich nach Dale verzehrt und daher möchte, dass Flash in einer Arena kämpft. Mings Tochter, Prinzessin Aura, versucht, Flashs Leben zu retten, da sie ihn für sich haben möchte.
Daher hilft Aura Flash bei der Flucht während Zarkov in Mings Labor arbeitet und Dale auf ihre Zwangshochzeit mit Ming vorbereitet wird. Jedoch trifft Flash Prinz Thun, den Anführer der Löwenmenschen, und die beiden kehren in den Palast zurück, um Dale zu retten und MIng zu töten.

## Produktion
Laut den Filmhistorikern Harmon und Glut hatte Flash Gordon ein Budget von über einer Million Dollar.  Jedoch schreibt Stedman, dass es nur 350.000 US-Dollar gewesen seien. Diese Summe entsprach eher den üblichen Kosten zu dieser Zeit für Filme der B-Kategorie.
Während zeitgenössische Kritiker den Aufwand rühmen, den damals angeblich die Universal Studios betrieben hätten, diese Serie von ihren hauseigenen Rivalen abzugrenzen, wurde in Wahrheit während der Dreharbeiten keine Gelegenheit zum  Einsparen von Kosten ungenutzt gelassen:
Zusätzlich zu den umgenähten Kostümen, die man von einer Vielzahl anderer Produktionen bezog, war die Turmkonstruktion aus Frankenstein zu mehreren Interieurs in Mings Palast verarbeitet worden. Weitere Sets und Bruchstücke wurden von Die Mumie, Frankensteins Braut und Tödliche Strahlen übernommen. Aus Just Imagine und dem Stummfilm The Midnight Sun war Filmmaterial massenweise wiederverwendet worden und die Filmmusik bestand aus Versatzstücken von einem halben Dutzend oder mehr unterschiedlichen Universal-Produktionen. Außenszenen wurden im Bronson Canyon gedreht und das seinerzeit neu errichtete Griffith-Observatorium spielte sich im Prinzip selbst.
Hauptdarsteller Crabbe hat für die Rolle seine Haare blond gefärbt, um möglichst wie die Figur Flash Gordon im Comic auszusehen. Berichten zufolge war er diesbezüglich sehr unsicher und trug in der Öffentlichkeit immer einen Hut, damit ihm nicht von Männern hinterhergepfiffen wurde. Jean Rogers ließ sich ebenfalls vor der Produktion die Haare blond färben, angeblich um der sehr populären Jean Harlow etwas zu ähneln. Brünett war die natürliche Haarfarbe von Crabbe und Rogers.

## Veröffentlichung
Universal hoffte, mit der Veröffentlichung von Flash Gordon in vielen der besten und profiliertesten Kinohäuser in den US-Großstädten ein erwachsenes Publikum für Serienproduktionen wiedergewinnen zu können. Mehrere Zeitungen, darunter einige, die zuvor nicht einmal den Flash Gordon-Comic abgedruckt hatten, publizierten im Jahr 1936 halb- und dreiviertelseitige Geschichten über den Film sowie Kopien von Raymonds Zeichnungen und Werbestils, in denen die Charaktere und Kapiteleinstellungen  hervorgehoben wurden.
Flash Gordon erwies sich beim Publikum als populär  und auch die Kritiker waren gegenüber der Serie wohlwollend gestimmt. Als eine der wenigen Serien lief sie zur Abendzeit auch in den renommierteren Kinos. Die Serie wurde in den folgenden Jahren mehrfach erneut ins Kino gebracht und ab den 1950er-Jahren in verschiedenen Ländern auch im Fernsehen ausgestrahlt. Im deutschen Fernsehen war Flash Gordon erstmals am 5. Januar 1981 im BR zu sehen, eine deutsche Synchronfassung existiert ebenfalls.

## Fortsetzungen
Mit Flash Gordon’s Trip to Mars (1938) und Flash Gordon Conquers the Universe (1940) erschienen zwei Fortsetzungen, in denen Buster Crabbe und ein Teil der weiteren Darsteller erneut auftraten.

## Auszeichnungen
1996 wurde Flash Gordon vom National Film Registry der Library of Congress in die Liste für besonders erhaltenswert und bedeutend eingestufte Filme  aufgenommen.